# Campeonato Mato-Grossense de Futebol de 2019
O Campeonato Mato-Grossense de Futebol de 2019 ou Campeonato Matogrossense Eletromóveis Martinello 2019, por motivos de patrocínio, foi a 76ª edição do torneiro realizado no estado de Mato Grosso e organizado pela Federação Mato-Grossense de Futebol. O campeonato contou com a participação de 10 equipes..

## Regulamento
Na primeira fase, as dez equipes enfrentam-se em turno único, todos contra todos. As oito melhores se classificam para as quartas de final, enquanto os dois últimos colocados são rebaixados. Nas quartas de finas, os oito times disputam os jogos em sistema de ida e volta. Classificam-se para as semifinais os vencedores dos confrontos.
A semifinal e final serão no sistema de ida e volta. No caso de empate em pontos, vale o saldo de gols e, persistindo a igualdade, a decisão de vaga ou título vai para a disputa de pênaltis. O campeão e o vice representarão Mato Grosso na Copa do Brasil de 2020 e o campeão na Copa Verde de 2020. Já os dois melhores colocados ganharão vaga no Série D de 2020.

### Critério de desempate
Os critério de desempate foram aplicados na seguinte ordem:
1. Maior número de vitórias
2. Maior saldo de gols
3. Maior número de gols pró (marcados)
4. Sorteio

## Equipes participantes
| Aumento | Equipes promovidas da 2ª Divisão de 2018 |

| - Equipe                                         | Cidade             | Em 2018 | Estádio          | Material Esportivo | Títulos             |
| ------------------------------------------------ | ------------------ | ------- | ---------------- | ------------------ | ------------------- |
| Associação Atlética Araguaia                     | Barra do Garças    | 7º      | Zeca Costa       | Moreira            | 0 (não possui)      |
| Clube Esportivo Operário Várzea-Grandense - CEOV | Várzea Grande      | 5º      | Arena Pantanal   | Invicttus          | 10 (último em 1994) |
| Cuiabá Esporte Clube                             | Cuiabá             | 1º      | Arena Pantanal   | Umbro              | 8 (último em 2018)  |
| Clube Esportivo Dom Bosco                        | Cuiabá             | 8º      | Arena Pantanal   | Tubarão            | 5 (último em 1991)  |
| Juara Atlético Clube                             | Juara              | 2º (2ª) | Danilo Pagot     |                    | 0 (não possui)      |
| Luverdense Esporte Clube                         | Lucas do Rio Verde | 3º      | Passo das Emas   | Kanxa              | 3 (último em 2016)  |
| Mixto Esporte Clube                              | Cuiabá             | 6º      | Arena Pantanal   | Tubarão            | 23 (último em 2008) |
| Operário Futebol Clube Ltda                      | Várzea Grande      | 1º (2ª) | Arena Pantanal   | Tubarão            | 1 (em 2006)         |
| Sinop Futebol Clube                              | Sinop              | 2º      | Gigante do Norte | Tubarão            | 3 (em 1999)         |
| União Esporte Clube de Rondonópolis              | Rondonópolis       | 4º      | Luthero Lopes    |                    | 1 (em 2010)         |